# Deflorazione

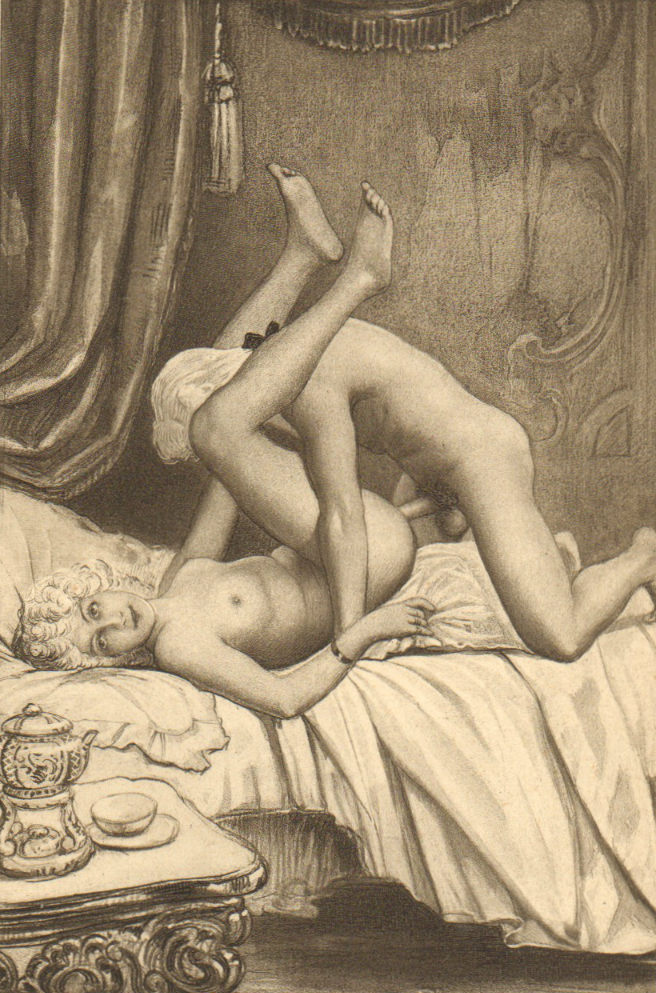
Édouard-Henri Avril, illustrazione IV da Fanny Hill: "Charles penetra il fiore vergine di Fanny", 1907

La deflorazione (letteralmente "togliere il fiore") è la fisiologica rottura dell'imene normalmente susseguente, eccetto i casi di particolare elasticità dello stesso, al primo rapporto sessuale penetrativo della donna.

## Descrizione
L'allentamento di questa membrana e la sua lacerazione indolore in alcuni casi può avvenire precedentemente al primo rapporto sessuale penetrativo, a esempio a causa dell'introduzione di oggetti come per esempio assorbenti interni nella vagina oppure a causa di un trauma dovuto a attività fisiche o sportive o ancora in conseguenza di vigorose pratiche di masturbazione femminile.
La deflorazione può essere accompagnata da leggere perdite di sangue ed essere fastidiosa o, per alcune donne, leggermente o mediamente dolorosa. Che la donna debba sanguinare per dimostrare la sua verginità non è che un mito, poiché non tutte perdono sangue e per molte non è doloroso.
Essa, come momento di iniziazione al sesso penetrativo per la donna, ha costituito un atto di grande rilevanza psicologica e culturale in svariate civiltà nel corso della storia. Tuttora diverse tradizioni culturali considerano la deflorazione della donna come un cambiamento fisico definitivo necessariamente ed esclusivamente conseguente all'unione sessuale legittimata dal matrimonio.